# Corinto (Morazán)
Corinto è un comune del dipartimento di Morazán, in El Salvador.

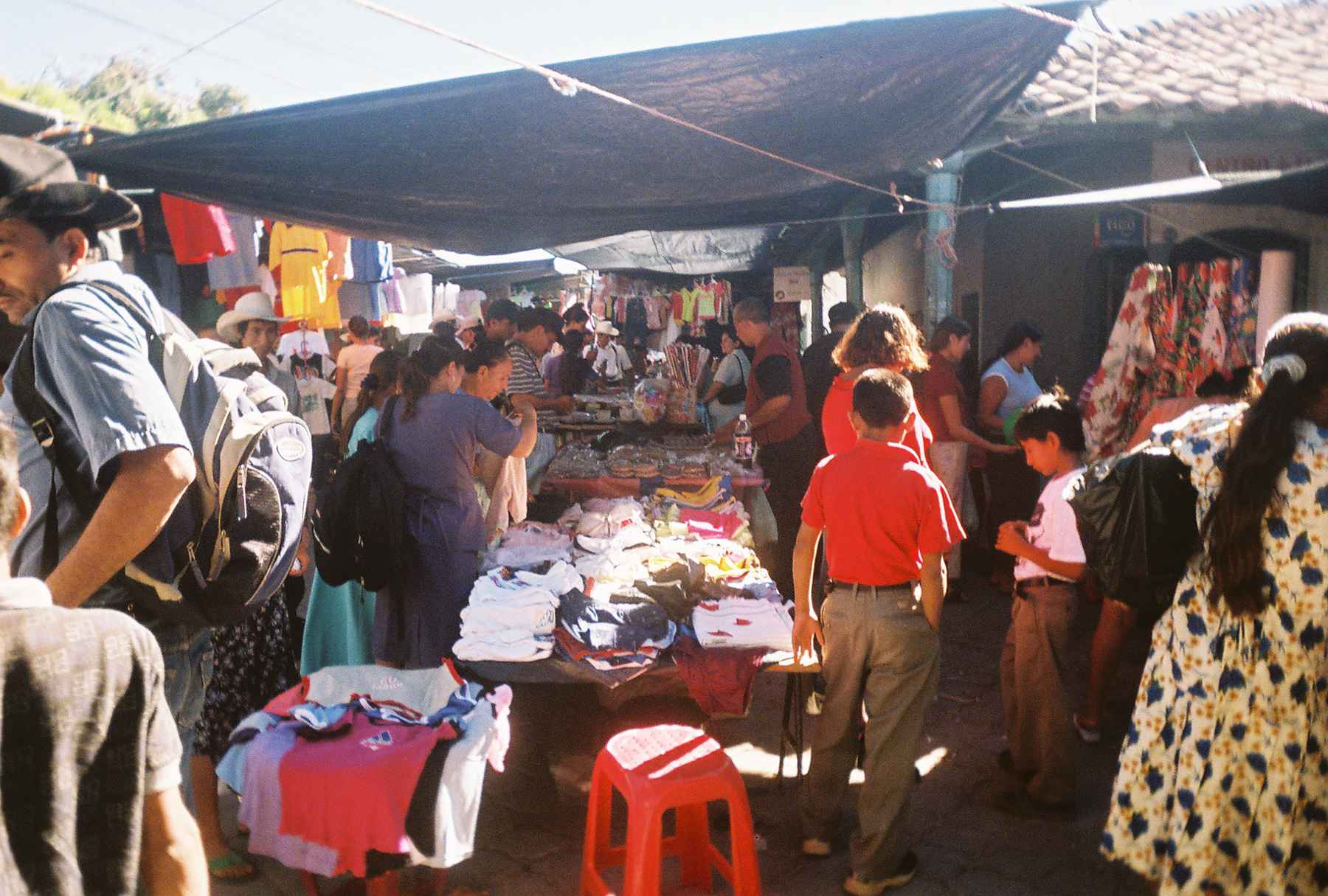
Mercato all'aperto nelle strade della città